# Bradyinidae
Bradyinidae es una familia de foraminíferos bentónicos cuyos taxones se han incluido tradicionalmente en la superfamilia Endothyroidea, del suborden Fusulinina y del orden Fusulinida. Su rango cronoestratigráfico abarca desde el Viseense (Carbonífero inferior) hasta el Sakmariense (Pérmico inferior).

## Discusión
Clasificaciones más recientes incluyen Bradyinidae en la superfamilia Bradyinoidea, del suborden Endothyrina, del orden Endothyrida, de la Subclase Fusulinana y de la clase Fusulinata.

## Clasificación
Bradyinidae incluye a las siguientes subfamilias y géneros:
- Bibradya †
- Bradyina †
- Glyphostomella †
- Janischewskina †
- Postendothyra †
- Pseudobradyina †

Otros géneros considerados en Bradyinidae son:
- Parajanischewskina †
- Samarina †, aceptado como Janischewskina